# Jozien Bensing
Josina Maria (Jozien) Bensing (Tilburg, 12 maart 1950) is buitengewoon programmaleider Communicatie en gezondheidspsychologie bij het Nederlands Instituut voor Onderzoek van de Gezondheidszorg (NIVEL) en was hoogleraar Klinische Psychologie en Gezondheidspsychologie aan de Universiteit Utrecht.
Na haar studie klinische psychologie aan de Universiteit Utrecht werkte Bensing bij het Nederlands Huisartsen Instituut. In de periode 1985-2008 was ze directeur van het NIVEL waar toegepast beleidsonderzoek plaatsvindt voor beleidsmakers in de gezondheidszorg.
In 1991 promoveerde ze aan de Erasmus Universiteit Rotterdam op een proefschrift over de arts-patiënt-communicatie. Twee jaar later werd ze benoemd tot hoogleraar aan de Universiteit Utrecht. In de periode 1996-1998 was ze decaan aan de Faculteit Sociale Wetenschappen. Ze was daarmee de eerste vrouwelijke decaan aan de Universiteit Utrecht.
Jozien Bensing behoort wereldwijd tot de toonaangevende onderzoekers op het gebied van de medische communicatie. Haar onderzoek naar de communicatie tussen hulpverleners en patiënten/cliënten is zowel maatschappelijk als praktisch van groot belang. Daarbij gaat ze ervan uit dat communicatie een vitaal onderdeel van de gezondheidszorg is, en niet alleen belangrijk voor het emotionele welzijn van de patiënt, maar ook voor diens genezing. Samen met collega’s en promovendi heeft Bensing ruim 16.000 video-opnames van spreekkamer-gesprekken gecodeerd en gearchiveerd.
Bensing bekleedt en bekleedde diverse bestuurlijke functies, onder andere bij de Gezondheidsraad, de Sociaal-Wetenschappelijke Raad van de Koninklijke Nederlandse Akademie van Wetenschappen, de Raad voor Gezondheidsonderzoek (RGO), de Erasmus Universiteit en het Jeroen Bosch Ziekenhuis. Jozien Bensing is getrouwd en moeder van twee kinderen; ze woont in het Betuwse dorpje Haaften.
Bensing is met emeritaat gegaan per 24 maart 2015.

## Onderscheidingen
In oktober 2003 ontving Jozien Bensing de internationale George Engel Award voor haar onderzoek. Ze was de eerste niet-Amerikaan die deze prijs won. In 2004 werd zij benoemd tot Officier in de Orde van Oranje-Nassau. In 2006 ontving ze de NWO-Spinozapremie voor haar multidisciplinaire onderzoek naar de communicatie tussen artsen en patiënten en haar internationaal gebruikte onderzoeksmethode om non-verbale communicatie te kwantificeren.
In 2009 kwam Bensing voor op de Lijst van 100 machtigste vrouwen van Nederland, opgesteld door het maandblad Opzij.
Op 24 maart 2015 werd ze  benoemd tot Ridder in de Orde van de Nederlandse Leeuw.

## Onderzoek en publicaties
Bij de volgende projecten is Bensing betrokken:
- Het placebo-effect in medische communicatie
- Kwaliteit van zorg vanuit patiëntenperspectief
- Het versterken van de nationale en internationale infrastructuur voor onderzoek naar klinische communicatie
- Het effect van overeenstemming over de behandeling tussen arts en patiënt op de genezing van aspecifieke lage rugpijn.
- Een interventie voor gedeelde besluitvorming in huisartsconsulten met (sub)acute aspecifieke lage rugpijn patiënten: kosten & kwaliteit in kaart gebracht
- Historische analyse arts-patiënt communicatie

Per januari 2017 waren 390 publicaties van Bensing bekend bij het NIVEL.